# Tersilochus saltator
Tersilochus saltator är en stekelart som först beskrevs av Fabricius 1781.  Tersilochus saltator ingår i släktet Tersilochus, och familjen brokparasitsteklar. Arten är reproducerande i Sverige.